# Anaïs Meier
Anaïs Meier (geboren 1984 in Bern) ist eine Schweizer Schriftstellerin.

## Werdegang
Anaïs Meier studierte Film und Medien an der Filmakademie Baden-Württemberg und Literarisches Schreiben am Schweizerischen Literaturinstitut in Biel. 2013 gründet sie zusammen mit dem Künstler Simon Krebs den Verlag Büro für Problem und im Jahr 2019, gemeinsam mit Katja Brunner, Gianna Molinari, Sarah Elena Müller, Michelle Steinbeck, Tabea Steiner und Julia Weber, das feministische Autorinnen-Kollektiv RAUF.
2020 veröffentlichte sie einen Kurzgeschichtenband mit dem Titel Über Berge, Menschen und insbesondere Bergschnecken. 2021 folgte der Roman Mit einem Fuss draussen, welcher 2022 mit dem Förderpreis für Komische Literatur ausgezeichnet wurde.

## Werke
- Die Auserwählten. Erzählungen. Illustrationen Simon Krebs, Nicole Hauri. Büro für Problem, Basel 2018.
- Über Berge, Menschen und insbesondere Bergschnecken. Kurzgeschichten. mikrotext, Berlin 2020.
- Mit einem Fuss draussen. Voland & Quist, Berlin 2021.

## Auszeichnungen
- 2022: Förderpreis Komische Literatur